# Förfalskning av jordbruksprodukter
Förfalskning av jordbruksprodukter, även kallad piratkopiering, är förfalskning av livsmedel och olika produkter som används vid livsmedelsproduktion, exempelvis bekämpningsmedel. Totalt omsätter förfalskningen/piratkopieringen omkring 3400 miljarder per år, eller ca sju procent av världshandeln. Förfalskning av jordbruksprodukter är en del av denna illegala handel.

## Debatt i Europaparlamentet
Europaparlamentarikern Paulo Casaca (PES) har i ett tiotal parlamentsfrågor tagit upp problemet med bedrägerier och förfalskning av jordbruksprodukter. Kommissionen har 2002 svarat att den är medveten om problemen, bland annat gällande olivolja, att en rad åtgärder vidtagits och att fler är att vänta.

## Mediabevakning
Dokument Utifrån den 6 november 2011 visade den franska dokumentären Kriget mot piratkopiorna. Filmen tar bland annat upp förfalskning av livsmedel, bekämpningsmedel och bildelar.